# 呂昌期
吕昌期（1563年—？），原名吕重庆，号蘭谷，应天府溧阳县人，明朝政治人物。

## 生平
萬曆四年（1576年）丙子科應天鄉試舉人，二十六年（1598年）戊戌科進士，授南京户部主事，榷税淮安鈔关。三十二年由郎中出知福建建寧府，三十八年补严州府，明敏精勤，剔奸搜弊，罔不尽心。開濬西湖，建造建昌山橋梁，至今稱吕公桥。尤喜接引士类，較艺说书，所拔方逢时、宋贤等，悉为名臣。四十二年擢福建清军驿传道副使，四十四年考察去職。四十七年补任山东按察司副使，天启元年（1621年）养病，本年升山东清军驿传参政。及魏忠贤起，群小用事，遂告歸，崇祀嚴州名宦。